# Shimelis Tegne
Shimelis Tegne är en professionell etiopisk fotbollsspelare som numera tillhör det Etiopiska herrlandslaget.